# 毛粒子
毛粒子（Maons）是美国物理學家谢尔登·格拉肖在1977年提議的一種粒子命名法。
谢尔登·格拉肖和史蒂文·溫伯格曾多次訪問中國。毛澤東認為物质是无限可分的，质子、中子、电子和更小的物質也应该是可分的，一分为二，对立统一，直到無限。毛泽东逝世後，在1977年的第七届夏威夷粒子物理学年会上，格拉肖提議将构成物质的所有这些假设的组成部分命名为“毛粒子”，以纪念毛澤東的物质可分思想。
夸克和轻子是否都有共同的更基本的组成部分呢？许多中国物理学家一直是维护这种观念的。我提议把构成物质的所有这些假设的组成部分命名为“毛粒子”（Maons），以纪念已故的毛主席，因为他一贯主张自然界有更深的统一。
1978年格拉肖回答日本记者提问时说，他想把比夸克更深一层的粒子命名为毛粒子，理由有三，除了与毛泽东联系外，
第二个理由是：在西欧社会里，出生的小孩要记住的第一句话是“ma”。第三个理由是：在希伯来语中“ma”这个词意味着“为什么”。
叶峻认为，格拉肖提到的毛粒子，“是泛指组成物质的所有粒子的总称，即包括已经发现的粒子和尚未发现但假设存在着的粒子都在内，而不是专指某一种具体的物质粒子。”

## 参看
- 层子模型
- 前子